# Normlösa kyrka

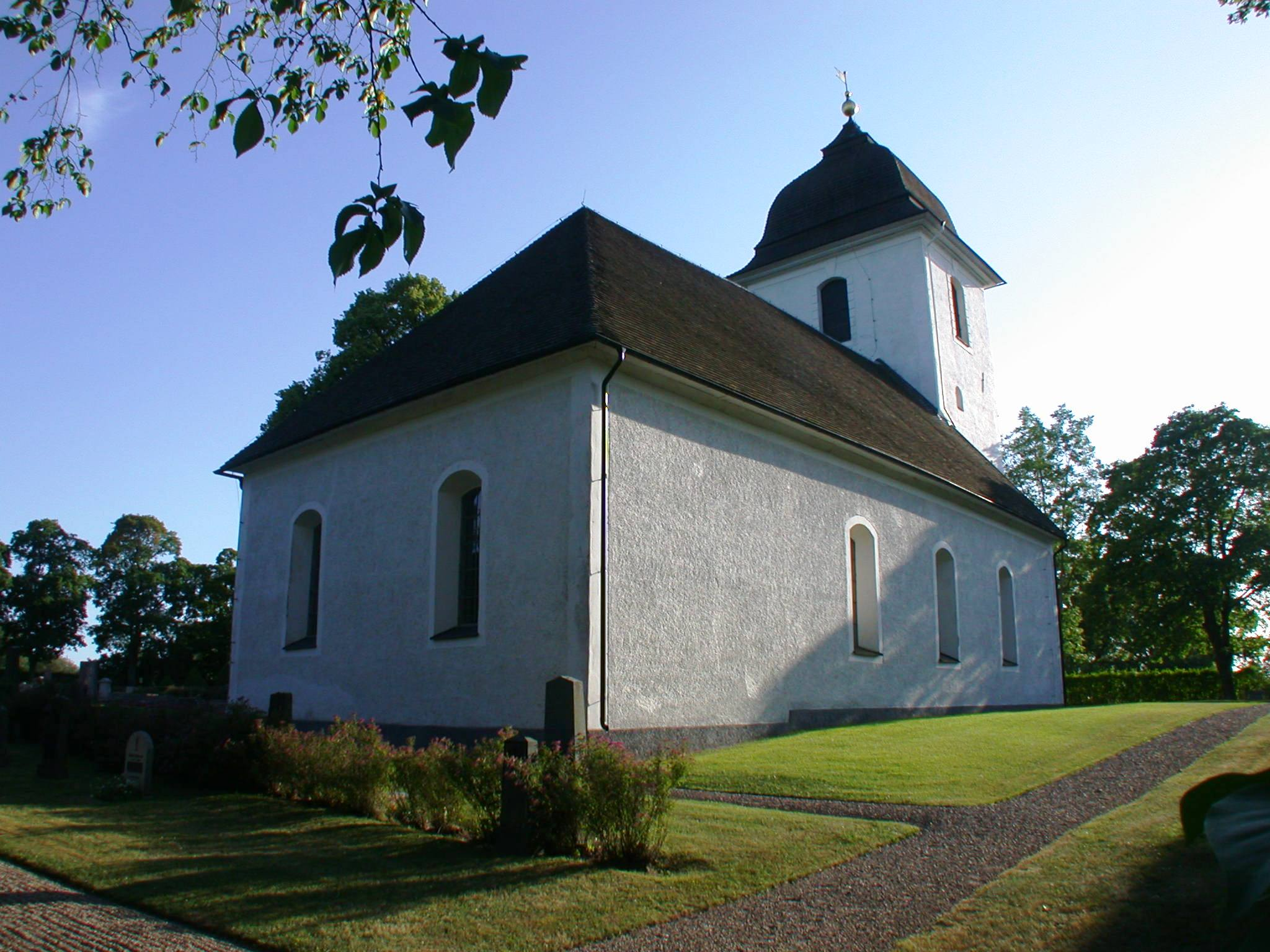
Normlösa kyrka från nordöst

Normlösa kyrka är en kyrkobyggnad i Normlösa socken, Skänninge församling i Östergötland. Den ligger sydost om Svartån, en mil nordost om Skänninge.

## Kyrkobyggnaden
Normlösa kyrka är en salkyrka med rakt avslutat kor i öster, sakristia i söder och ett ovanligt brett torn i väster. Den har stora rundbågiga fönster och är invändigt försedd med trätunnvalv. Både i långhuset och i sakristian finns fragment av kalkmålningar. Tornet och de västra och södra murarna är bevarade från den gamla kyrkan.

## Historik
Normlösa stenkyrka härrör ursprungligen från 1100-talet. Den var arton alnar lång och tolv alnar bred och av samma typ som kyrkorna i Hov och Östra Skrukeby men med kor och absid. Troligen byggdes kyrkan av ägaren till Normlösa gård. Långhusets västra gavel hade urtagningar avsedda för ett torn och detta byggdes också ganska snart. Triumfkrucifixet med den segrande Kristus är från 1200-talet. Ett altarskåp härstammar från mitten av 1400-talet och under 1500-talets första hälft fick kyrkan kalkmålningar, varav ännu återstår fragment. Vid reformationen fick kyrkan en mycket ovanlig predikstol. Tornet försågs med en ny spira 1633, två av de tre kyrkklockorna fick dock hänga kvar i klockstapeln. År 1682 byggdes en ny klockstapel.
Carl Fredric Broocman berättar från sitt besök av kyrkan vid mitten av 1700-talet: ”Kyrkan står på Krono grund, 2 och en half mill ifrån Linköping, men en mil ifrån Skeninge, och är med Choret til yttre Torn-muren 44 alnar lång, och 11 och en half aln bred. Altartavlan af 6 sammanstälde förgylde Bilder, är från Påwetiden; men Prädikstolen är förärad til Kyrkon år 1655 af Pastorskan Anna PærsDotter Grubb, i testamente efter sina 2 Män, Kyrkoherden M. Andreas Claudii Enærus och M. Andreas Ol. Wentilius, samt sedan år 1661 med dennes tredje Mans, Past. David Emundi Corylanders kostnad stofferad. [...]
Vid Kyrkon är ett ansenligen högt Sten-Torn, som blifwit upmuradt år 1633, uti Kyrkoherdans M. Petri Clementis tid, men oaktadt at thet är fast och starkt nog, hänga dock Klockorna uti Trästapel, som blifwit uprest år 1682. Bägge äro gutna i Påwetiden; ty på then större läses: Ave Maria gratia plena Dominus tecum, och på then mindre står: Arom efter Gudz byrd MDXXX Jesus Maria con Ulf. Af Antiquiteter är ett Påwiskt Rökelsekar af Meßing uti Sacristian."
Med tiden blev kyrkan för liten för den växande menigheten och vid en ombyggnad 1766–1767 breddades den mot norr och förlängdes åt öster. Gamla kyrkan var tidigare låg, trång och mörk med måtten 12 alnar bred, från tornmuren 32 alnar lång. Den blev utvidgad till 18 alnar bred och 42 alnar lång. Nerrivningen av den påbörjades 1 maj 1766. Grundritningen gjordes av församlingens kyrkoherde Lars Linzander. På 4 månader restes murar , spåntak lades och 8 fönster sattes in. Sedan valv av trä, nya bänkar och övrig träinredning. Därefter altartavla, predikstol, monumenter och epithafier som när de var i ordning hölls en tacksägelseandakt. 1767 tillverkades kyrkoportar och en läktare över hela kyrkans bredd i väster och kyrkans orgelverk sattes upp. Invigning skedde söndagen 6 september 1767. Kyrkan blev en ordinär salkyrka med tunnvalv och med koret lika brett som långhuset. Något senare, 1781–1782, byggdes tornspiran om av byggmästare Lindstrand, Skänninge. Sin nuvarande form fick tornet 1784.
Altarskåpet i koret ersattes 1854 med en altartavla av kalmarmålaren G. Lindblom. Den är en efterbildning av David Klöcker Ehrenstrahls altartavla i Kalmar domkyrka. Vid samma tid fick kyrkan ett orgelverk av orgelbyggare Sven Nordström, Flisby.
År 1908 renoverades kyrkan i enlighet med dåtidens smak. Man förstorade kordörr och fönster och rev ut kyrkbänkarna från 1600-talet. En stor läktare byggdes och väggarna vitmenades. Åren 1932–1933 restaurerade man emellertid kyrkorummet. Inventarierna konserverades och de gamla bänkarna rekonstruerades. I sakristian togs tio år senare det gamla brädtaket fram och 1968 också de gamla kalkmålningarna.

## Inventarier
- Altartavla av G. Lindblom, Kalmar, föreställande nedtagning av Kristus från korset, är utförd 1854.
- Triumfkrucifix från verkstad i Östergötland, 1200-talets andra hälft. Ansikte och kroppshållning har romanska stildrag, (bilder).
- Predikstol  från 1500-talet, skänkt av änkeprostinnan Anna Grubb.
- Dopfunt av trä, daterad 1678 härstammar från snickardynastin Henrik Werner i Mo, Östra Tollstads socken och hans svågrar Petter och Erik Holm i Mathem i samma socken. Liknande funtar finns i Nykils kyrka och har funnits i Östra Tollstads kyrka.
- Altarskåp av ek från verkstad i Östergötland, mitten av 1400-talet, (bilder).
- Kalkmålning av oidentifierad upphovsman under 1500-talets första hälft, (bilder).
- Runhällar, två stycken, förvaras i vapenhuset.
- Klavikord från slutet av 1700-talet; kan ha tillhört, ev. tillverkats av någon kunnig organist.
- Piporgel, elvastämmig, byggd av orgelbyggare Sven Nordström, Flisby, 1854.
- Storklockan i tornet omgjuten 1768 av E. Fries, Jönköping.
- Lillklockan i tornet omgjuten 1941 av K. G. Bergholtz klockgjuteri, Stockholm.

- Under denna grafvård förvaras stoftet af Cornetten vid östg. Cav: regte välädle Her Li. Grevell.  född d. 24 iulii 1729.  död. d.  Des. k. makar fru U Salander född 15 feb 1735

## Orglar
- 1665: Organist & amatörorgelbyggare Simon Valentinson, Söderköping, bygger ett orgelverk för kyrkan.
- 1701: Orgelbyggare Johan Agerwall bygger ”en bättre orgel”.
- 1766: Inköp av en sexstämmigt orgelverk från Ledbergs kyrka och utökas med tremulant. Den kostade 300 daler.[2]
- 1854: Sven Nordström, Flisby, bygger en elvastämmig orgel med bihangspedal. Alla fasadpipor blinda. Den är mekanisk.
- 1954: Reparation av Bröderna Moberg, Sandviken.

Disposition:

## Övrig byggnad
I kyrkogårdens sydöstra hörn finns en medeltida tiondebod.

## Bilder

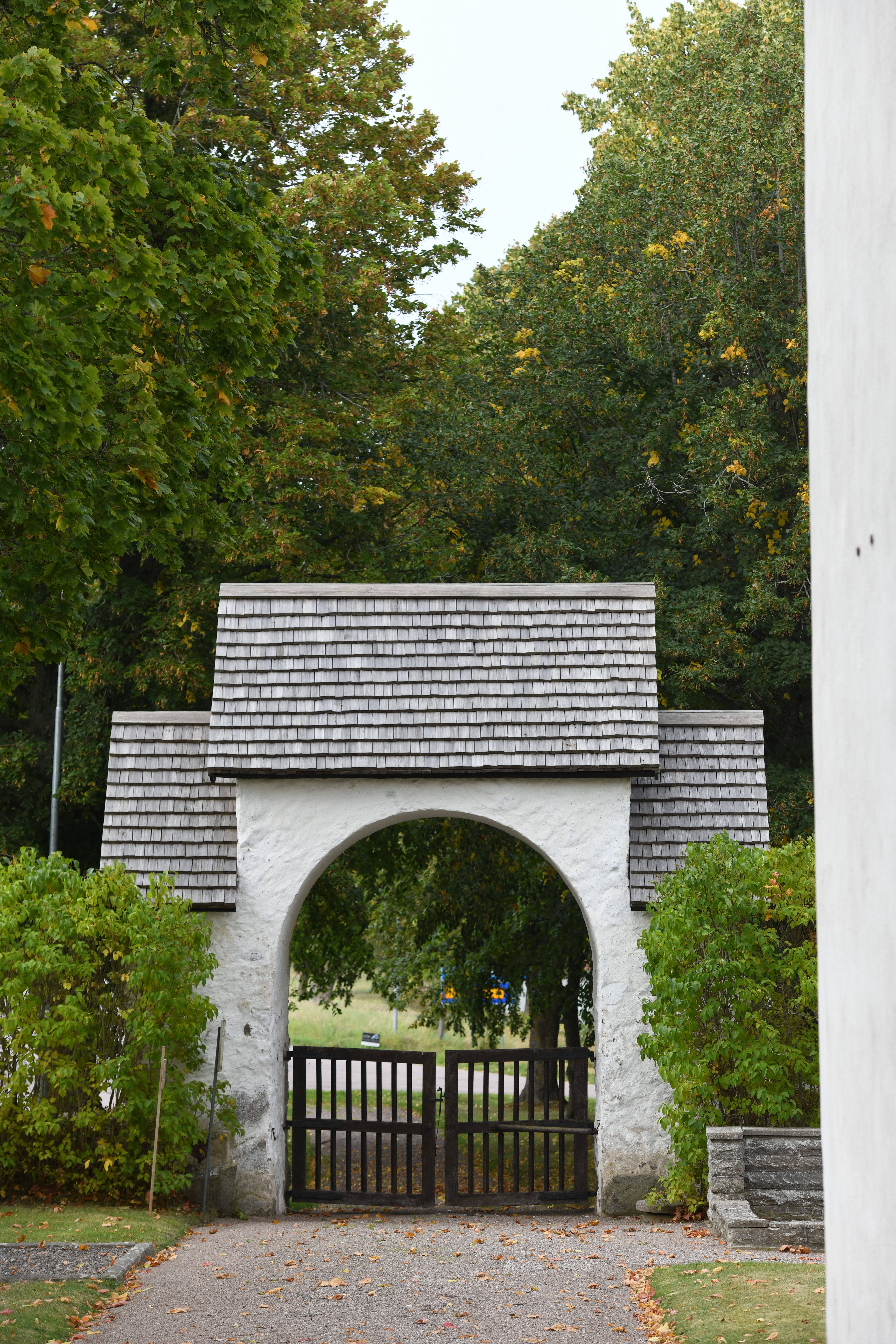
Normlösa kyrkogård
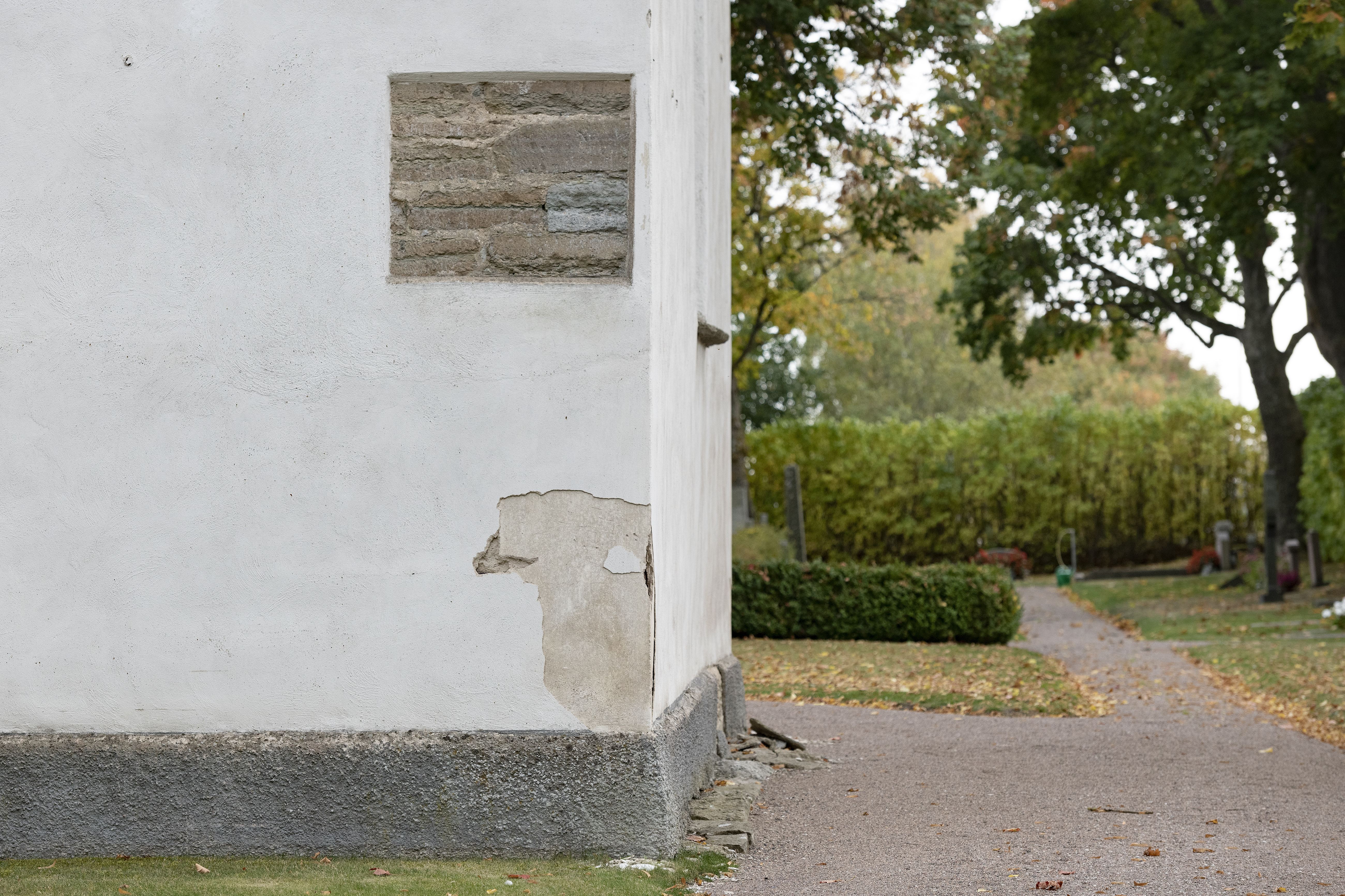
Normlösa kyrkogård
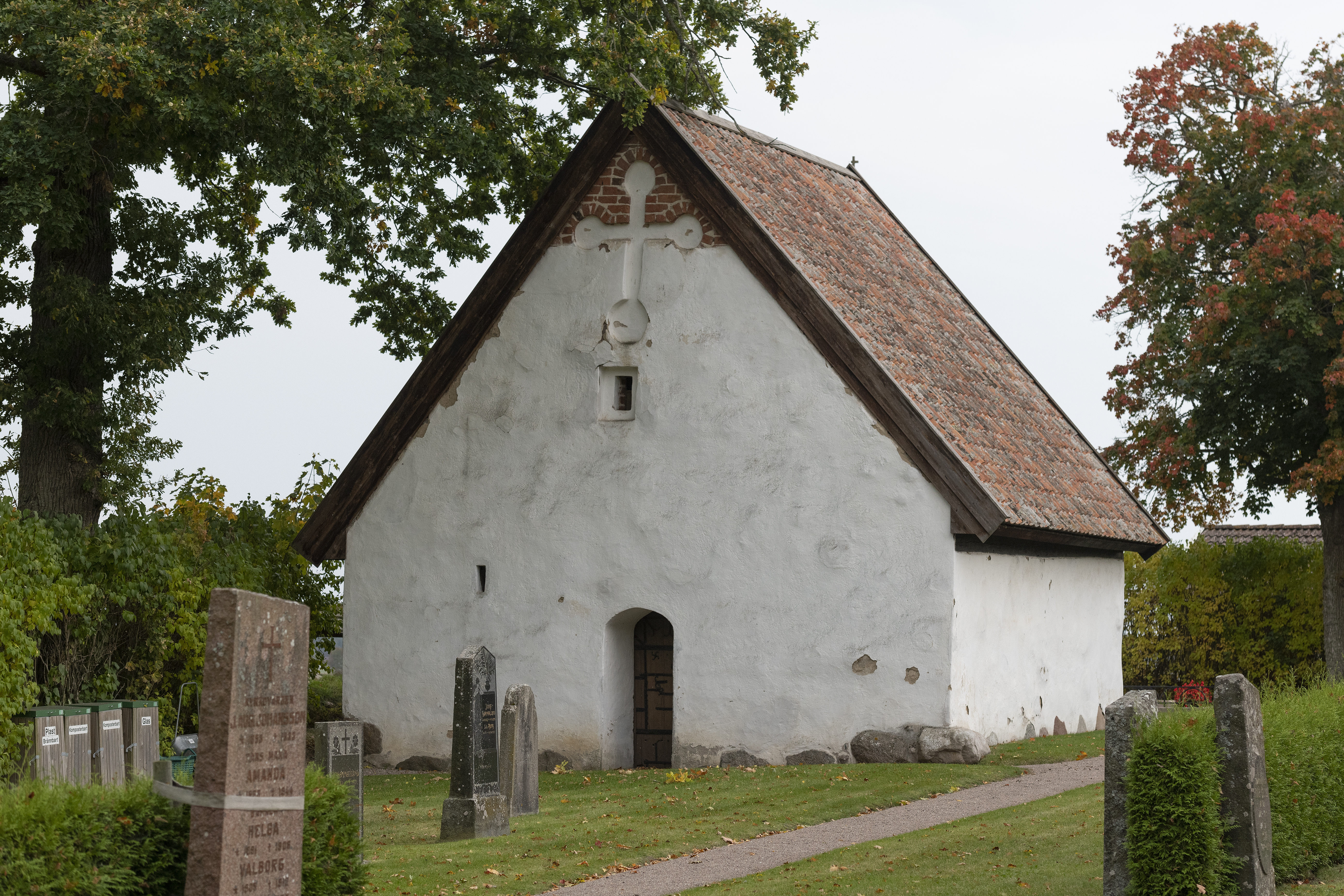
Tiondebod
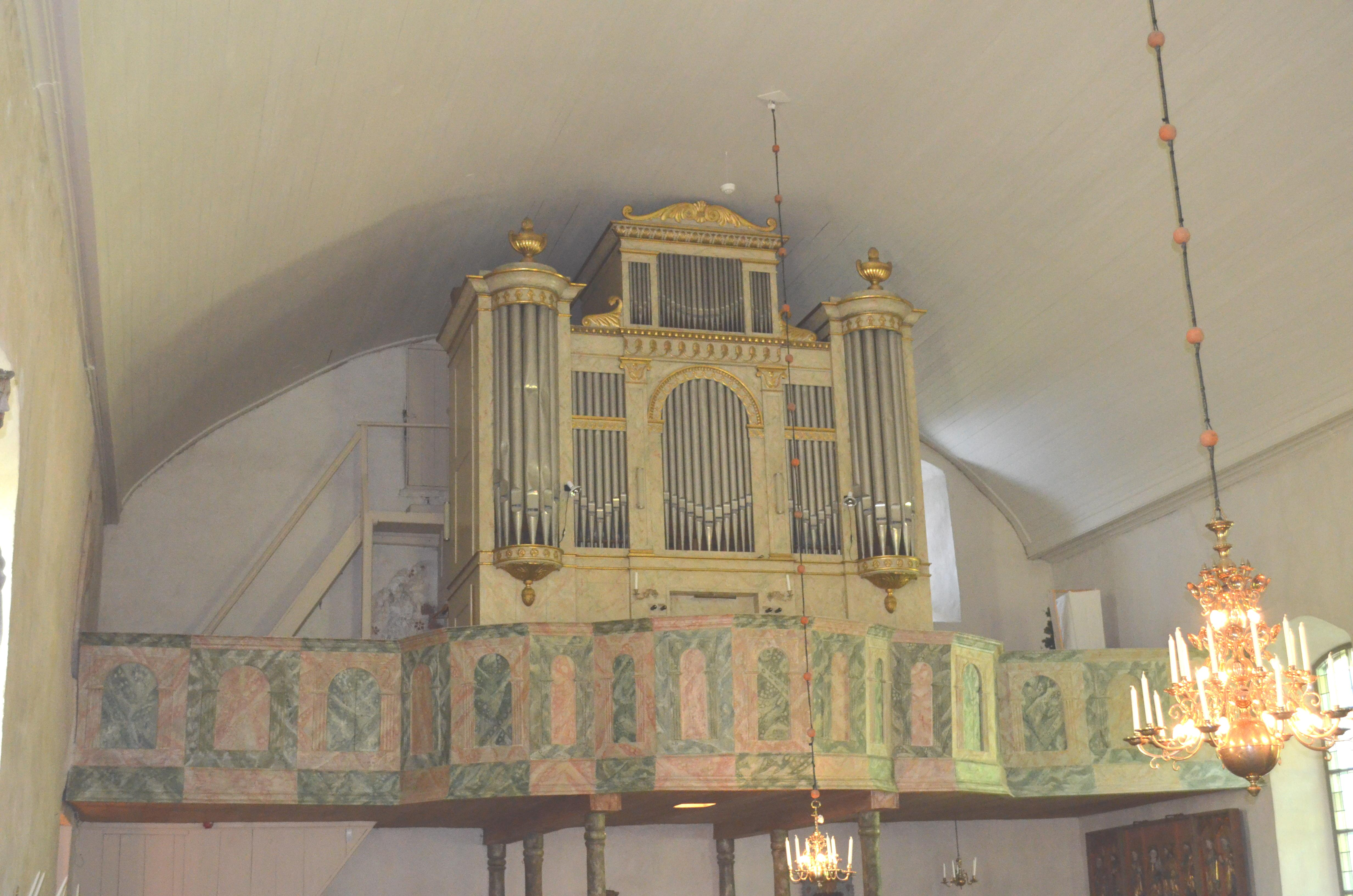
Normlösa kyrkas orgelläktare
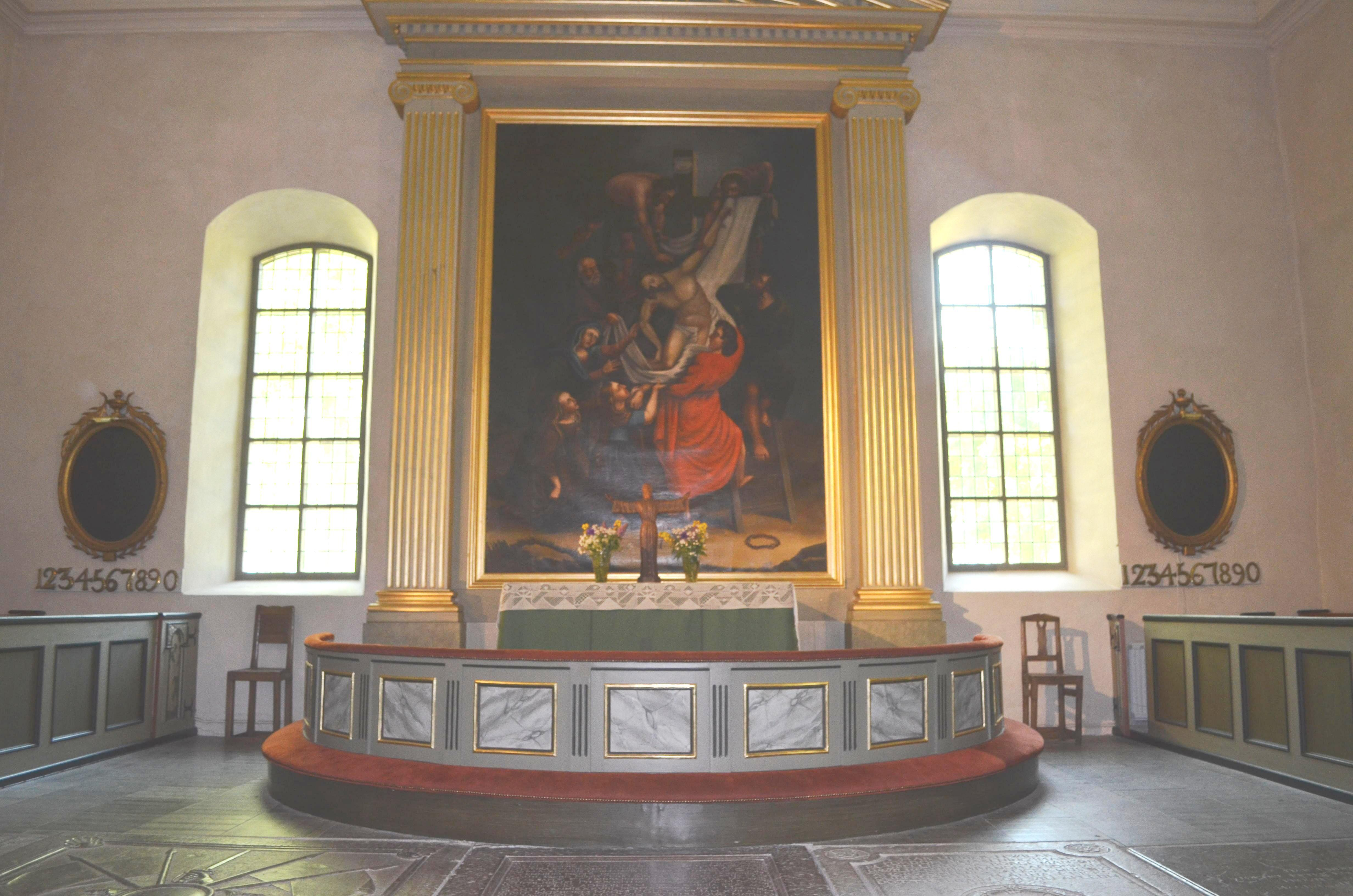
Normlösa kyrkas altare
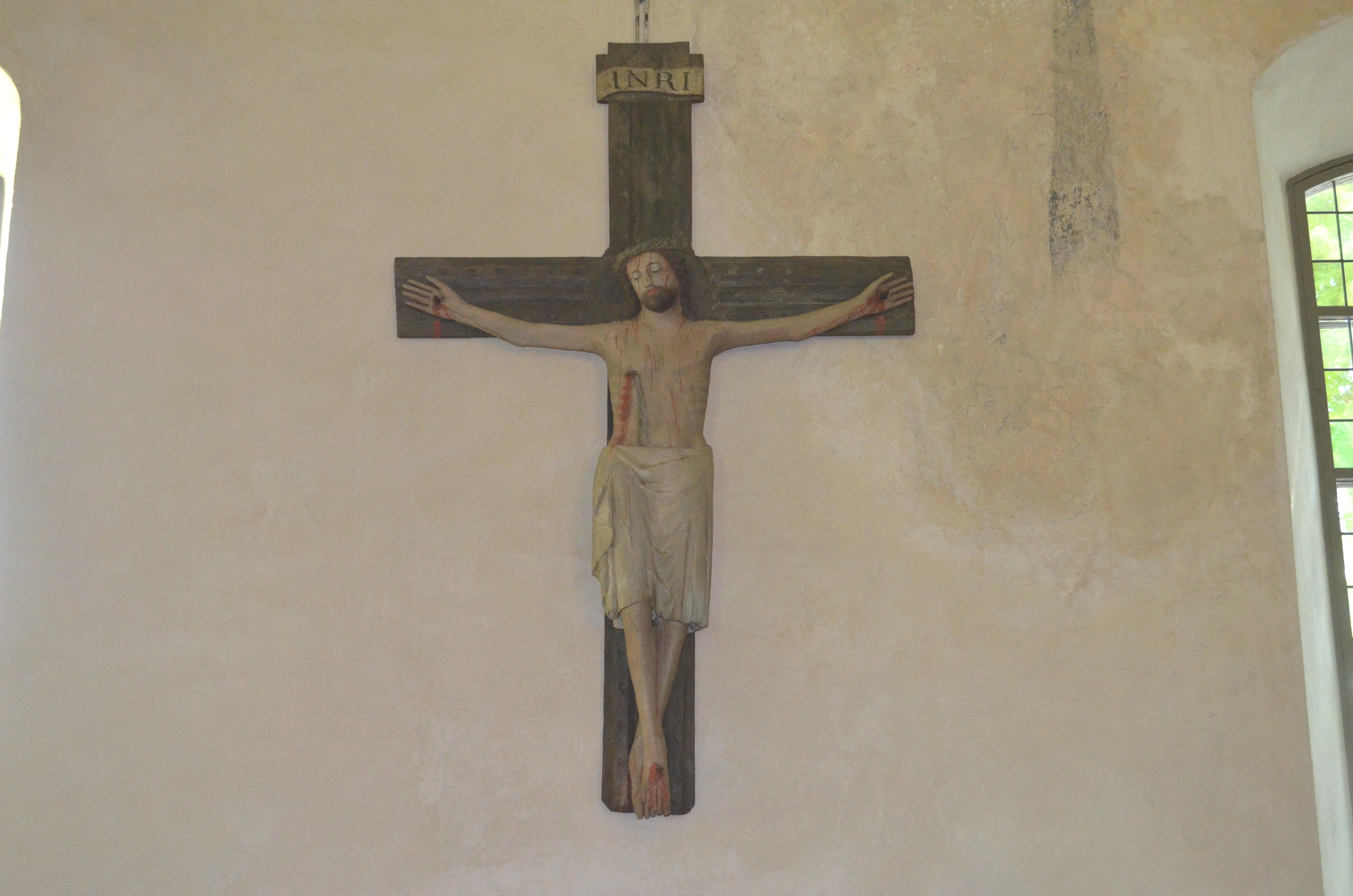
Normlösa kyrkas krucifix
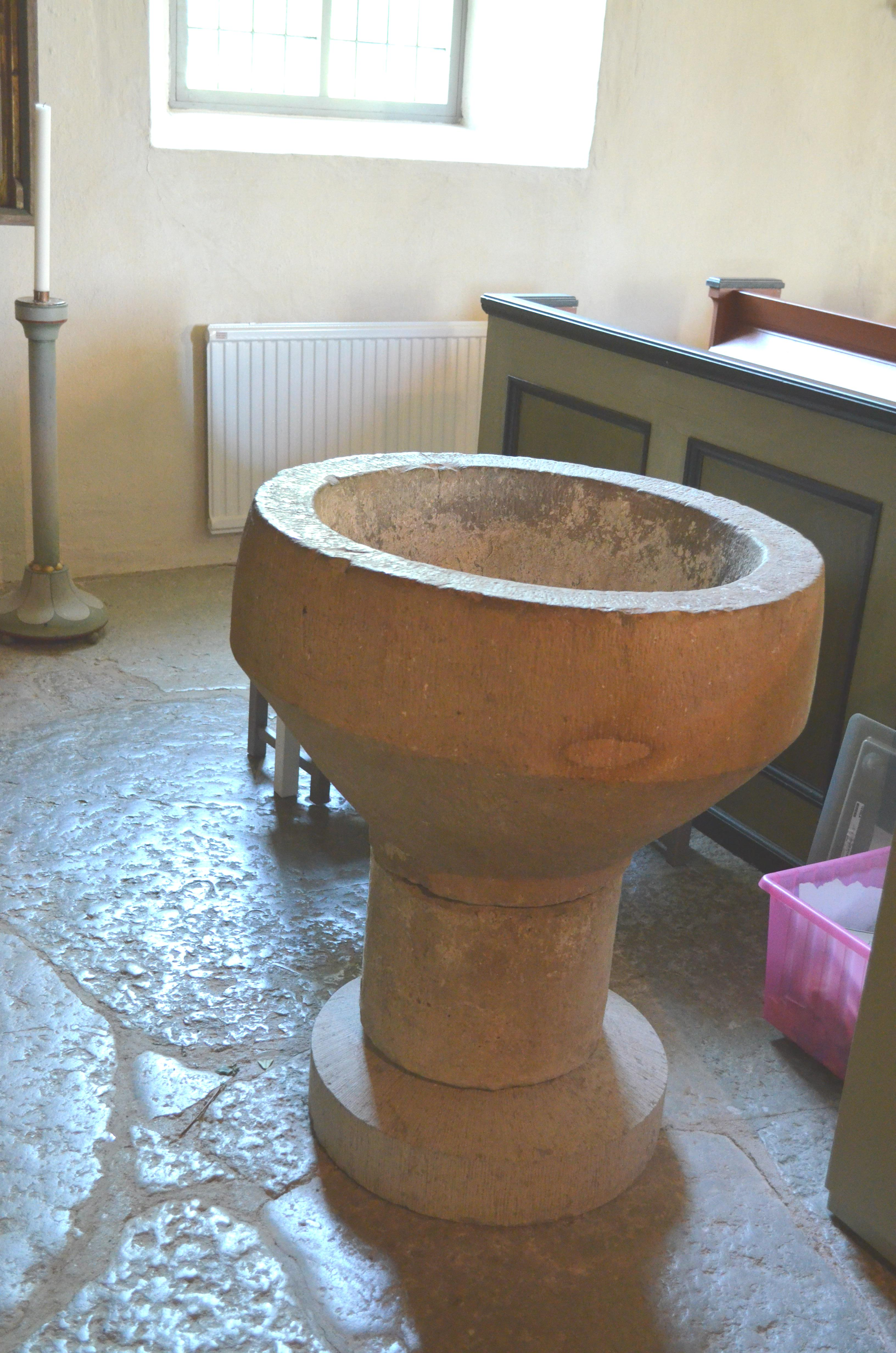
Normlösa kyrkas dopfunt
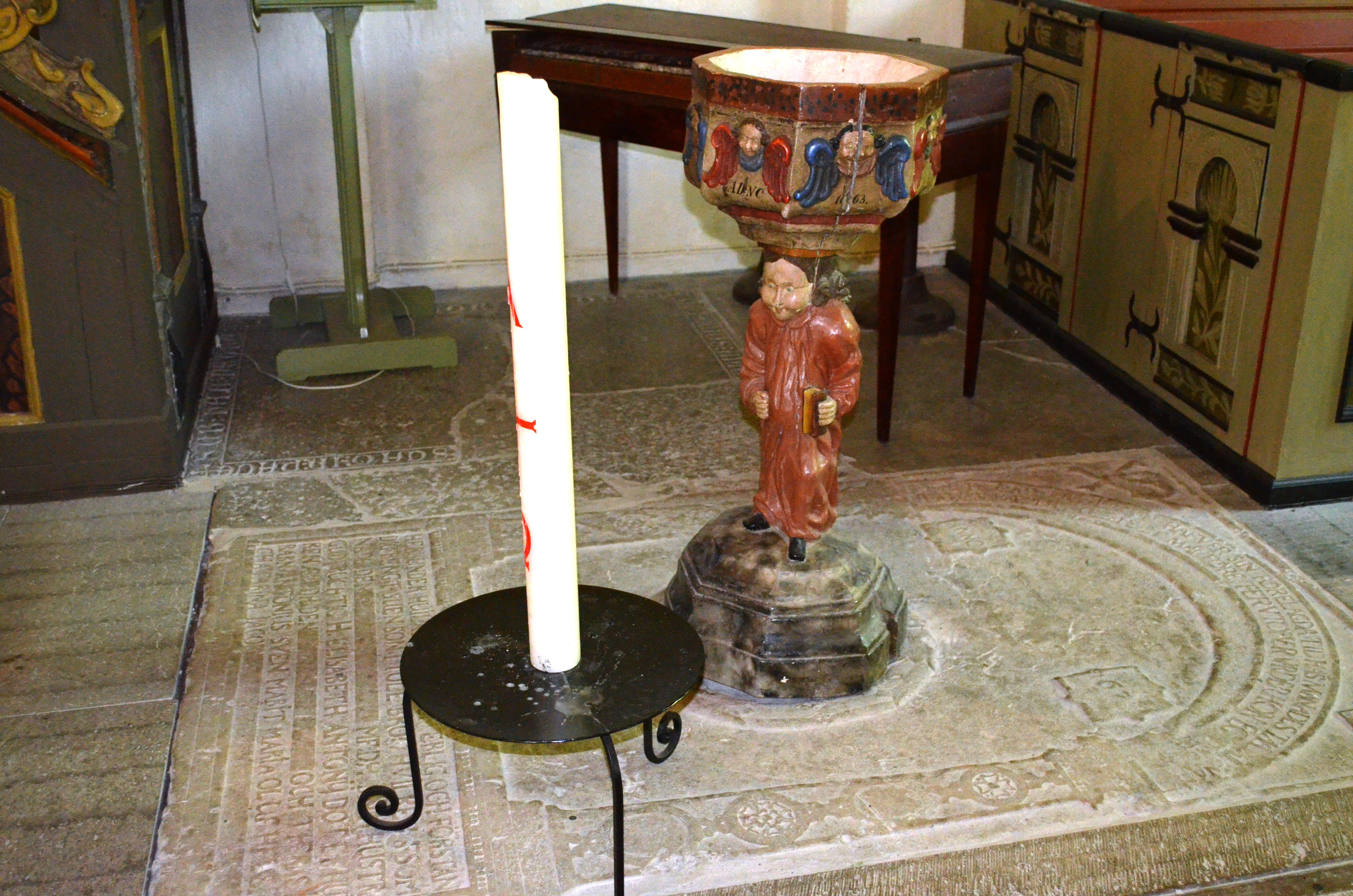
Normlösa kyrkas andra dopfunt
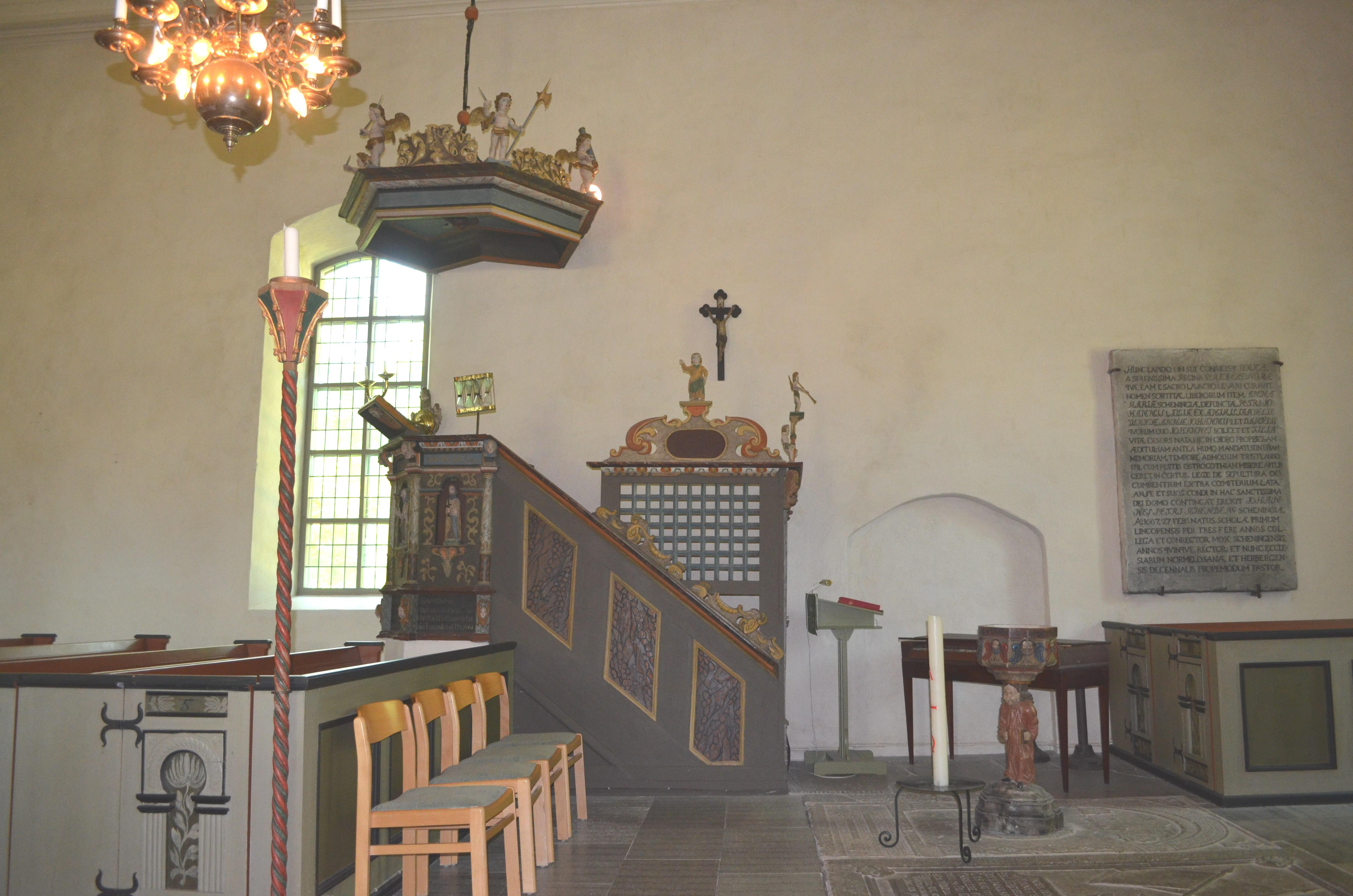
Normlösa kyrkas predikstol
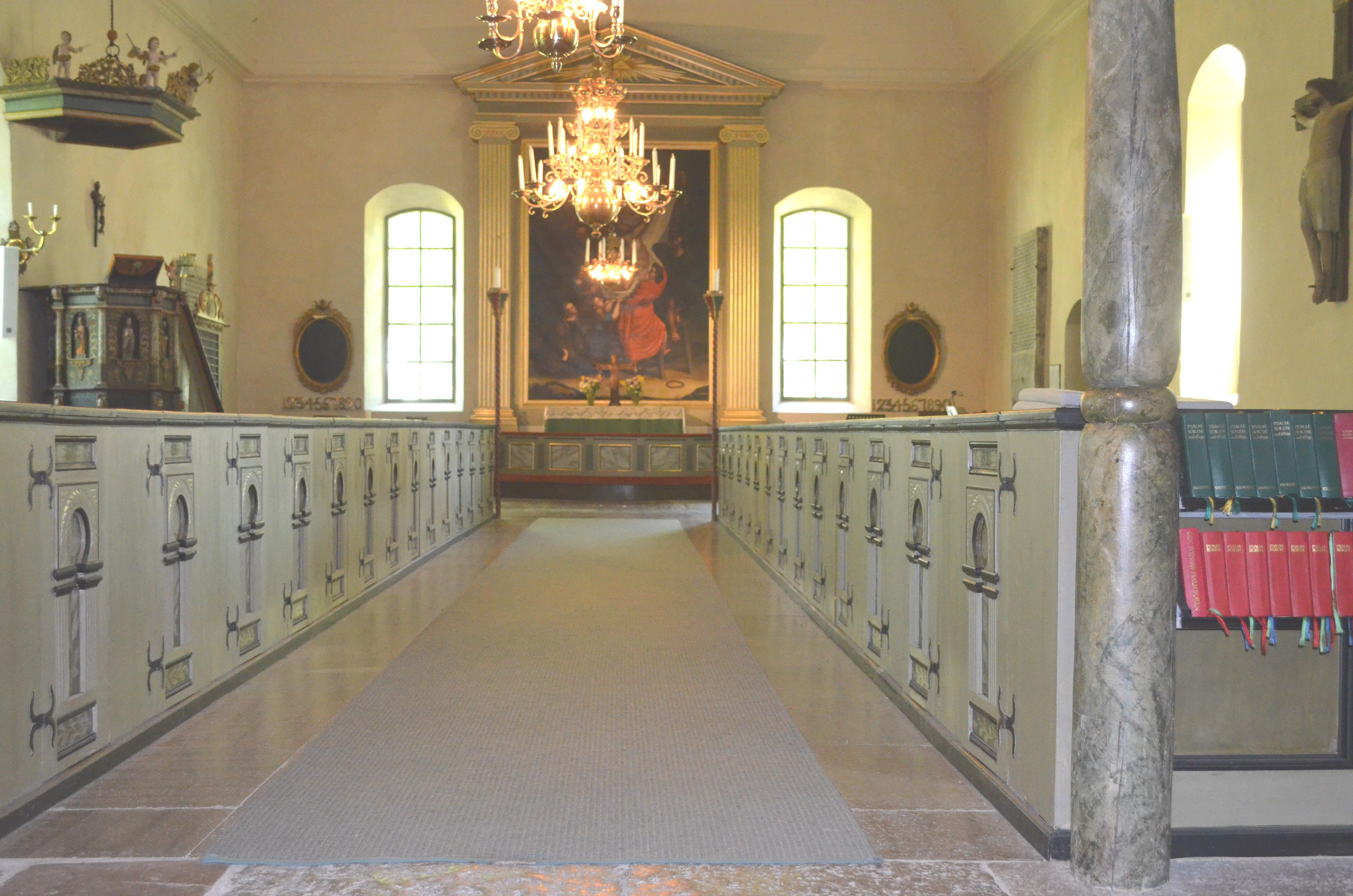
Normlösa kyrkas kyrksal